# مدينة تشوشيونغ
مدينة تشوشيونغ (بالصينية: 楚雄市) هي مدينة على مستوى مقاطعة، في الصين، تقع في Chuxiong Yi Autonomous Prefecture ‏، بلغ عدد سكانها 588,620 نسمة، تبلغ مساحتها 4,482 كيلومتر مربع، رمزها البريدي هو 675000.

## المناخ
يظهر الجدول التالي التغييرات المناخية على مدار السنة لمدينة تشوشيونغ:
| البيانات المناخية لـمدينة تشوشيونغ          | البيانات المناخية لـمدينة تشوشيونغ | البيانات المناخية لـمدينة تشوشيونغ | البيانات المناخية لـمدينة تشوشيونغ | البيانات المناخية لـمدينة تشوشيونغ | البيانات المناخية لـمدينة تشوشيونغ | البيانات المناخية لـمدينة تشوشيونغ | البيانات المناخية لـمدينة تشوشيونغ | البيانات المناخية لـمدينة تشوشيونغ | البيانات المناخية لـمدينة تشوشيونغ | البيانات المناخية لـمدينة تشوشيونغ | البيانات المناخية لـمدينة تشوشيونغ | البيانات المناخية لـمدينة تشوشيونغ | البيانات المناخية لـمدينة تشوشيونغ |
| الشهر                                       | يناير                              | فبراير                             | مارس                               | أبريل                              | مايو                               | يونيو                              | يوليو                              | أغسطس                              | سبتمبر                             | أكتوبر                             | نوفمبر                             | ديسمبر                             | المعدل السنوي                      |
| ------------------------------------------- | ---------------------------------- | ---------------------------------- | ---------------------------------- | ---------------------------------- | ---------------------------------- | ---------------------------------- | ---------------------------------- | ---------------------------------- | ---------------------------------- | ---------------------------------- | ---------------------------------- | ---------------------------------- | ---------------------------------- |
| متوسط درجة الحرارة الكبرى °م (°ف)           | 16.8 (62.2)                        | 18.9 (66.0)                        | 22.4 (72.3)                        | 25.2 (77.4)                        | 26.4 (79.5)                        | 26.2 (79.2)                        | 25.5 (77.9)                        | 25.5 (77.9)                        | 24.1 (75.4)                        | 22.0 (71.6)                        | 18.8 (65.8)                        | 16.4 (61.5)                        | 22.4 (72.3)                        |
| متوسط درجة الحرارة الصغرى °م (°ف)           | 1.7 (35.1)                         | 3.6 (38.5)                         | 7.0 (44.6)                         | 11.0 (51.8)                        | 15.2 (59.4)                        | 17.8 (64.0)                        | 17.8 (64.0)                        | 17.1 (62.8)                        | 15.6 (60.1)                        | 12.7 (54.9)                        | 7.4 (45.3)                         | 2.8 (37.0)                         | 10.8 (51.4)                        |
| الهطول مم (إنش)                             | 12.8 (0.50)                        | 12.7 (0.50)                        | 14.5 (0.57)                        | 18.4 (0.72)                        | 69.0 (2.72)                        | 139.1 (5.48)                       | 190.7 (7.51)                       | 167.5 (6.59)                       | 126.3 (4.97)                       | 67.7 (2.67)                        | 36.0 (1.42)                        | 8.2 (0.32)                         | 862.9 (33.97)                      |
| متوسط أيام هطول الأمطار (≥ 0.1 mm)          | 3.5                                | 3.9                                | 5.1                                | 6.2                                | 9.9                                | 14.8                               | 18.8                               | 19.8                               | 15.2                               | 11.9                               | 7.7                                | 4.6                                | 121.4                              |
| متوسط الرطوبة النسبية (%)                   | 66                                 | 59                                 | 53                                 | 53                                 | 61                                 | 73                                 | 79                                 | 81                                 | 81                                 | 79                                 | 77                                 | 75                                 | 70                                 |
| ساعات سطوع الشمس الشهرية                    | 229.1                              | 222.0                              | 249.0                              | 231.4                              | 213.9                              | 147.9                              | 117.3                              | 130.2                              | 123.6                              | 151.9                              | 168.5                              | 192.3                              | 2٬177٫1                            |
| نسبة وصول أشعة الشمس                        | 69                                 | 70                                 | 67                                 | 61                                 | 52                                 | 36                                 | 28                                 | 32                                 | 34                                 | 43                                 | 52                                 | 59                                 | 49                                 |
| المصدر: China Meteorological Administration |                                    |                                    |                                    |                                    |                                    |                                    |                                    |                                    |                                    |                                    |                                    |                                    |                                    |

## التقسيمات الإدارية
- Lucheng, Yunnan [الإنجليزية]‏
- Donggua Town  [لغات أخرى]‏
- Zixi Town  [لغات أخرى]‏
- Ziwu Town  [لغات أخرى]‏
- Shuzuo Township  [لغات أخرى]‏
- Dadiji Township  [لغات أخرى]‏.